# Schammasch (Band)

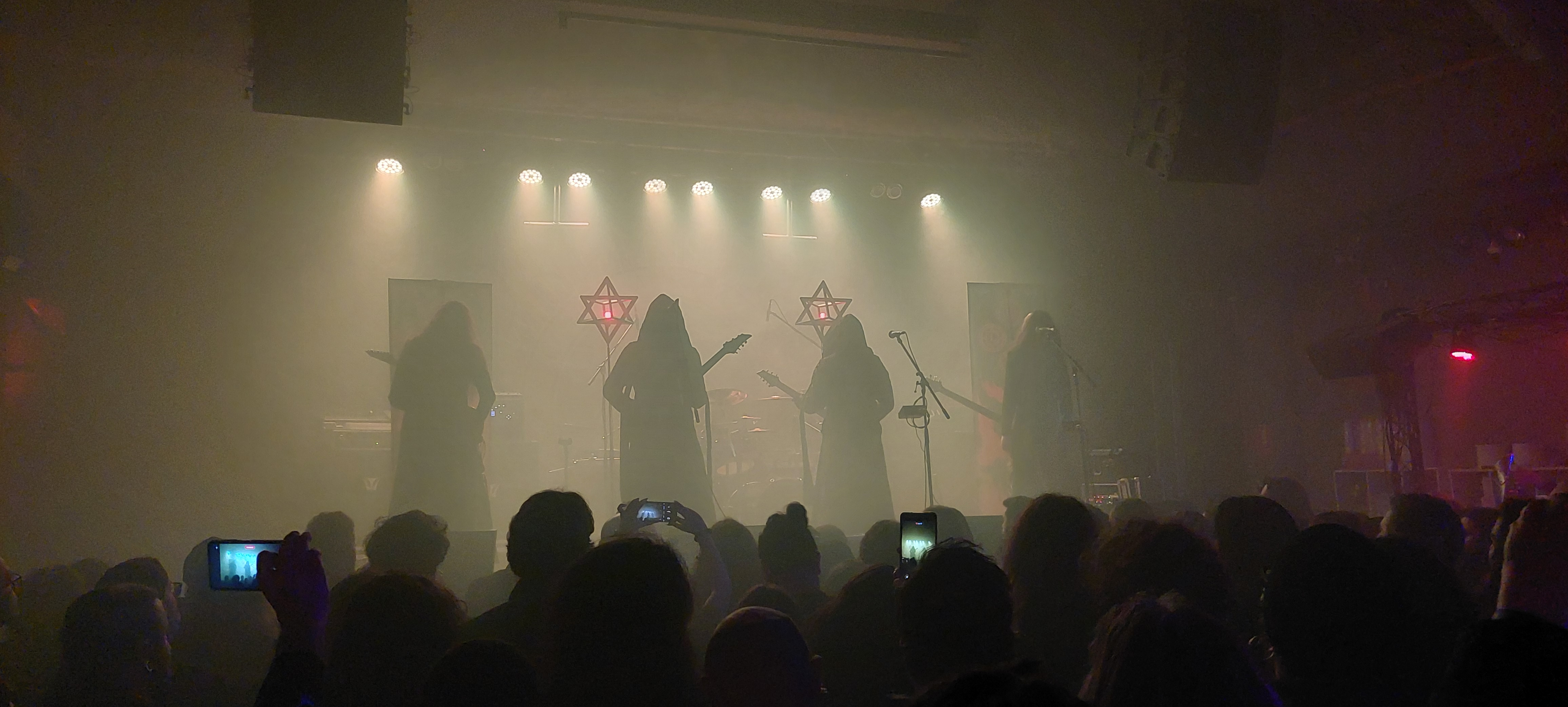
Schammasch (2023)

Schammasch ist eine Schweizer Band aus Basel, die im Kern dem Black Metal zugeordnet wird. Der Name leitet sich vom babylonischen Sonnengott Schamasch bzw. Šamaš ab. Die Musiker selbst wollen so weit es geht im Hintergrund bleiben und geben nur ihre Initialen bekannt.

## Geschichte
Gegründet wurde die Band Schammasch im Jahr 2009 als Trio „aus den Überbleibseln der Vorgängerband Totenwinter“, so Initiator C.S.R. Der vakante Posten am Bass wurde mit einem Live-Musiker besetzt. Das Debütalbum Sic Lvceat Lvx wurde Ende 2010 via Black Tower Productions veröffentlicht. Vier Jahre später erschien das Zweitwerk Contradiction bei Prosthetic Records, das weitere zwei Jahre später auch für das dritte Album Triangle verantwortlich zeichnete. Es brachte es auf eine Spielzeit von 100 Minuten, führte zu einer Europatournee durch 16 Länder und bescherte der Band eine Nominierung beim Basler Pop-Preis, der am Ende Zeal & Ardor zugesprochen wurde. Schammasch erhielt jedoch den Publikumspreis. Entgegen der ursprünglichen Planung, das Album aufgrund des dritten Teils nicht in seiner Gesamtheit live aufführen zu wollen, sagte die Band einer entsprechenden Anfrage des Roadburn Festivals zu. Im Jahre 2017 folgte die EP The Maldoror Chants: Hermaphrodite, die sich auf „Les Chants de Maldoror“ des französischen Dichters Lautréamont bezieht. Am 8. November 2019 erschien das vierte Album Hearts of No Light. Das Album konnte sich in den US-Billboard-Charts in verschiedenen Kategorien platzieren.

## Stil
Zur Zeit des Debütalbums spielte die Band „versierten Black/Death Metal irgendwo in der Schnittmenge zwischen neueren Behemoth und Secrets of the Moon zu 'Carved…' und 'Antithesis'-Zeiten“. Mit den Nachfolgerwerken wurde der Stil experimenteller und vereinte die „Schnittmenge aller düsteren Musikstile“, kombiniert mit „traditioneller, spiritueller wie auch ethnischer Musik“. An anderer Stelle hieß es zum dritten Studioalbum Triangle, dass Schammasch „Post Metal“ spiele, der sich aus den „schwarzen Bauteilen des Black Metal, Ambient, Doom, Avant und Death Metal“ zusammensetze.

## Diskografie
- 2010: Sic Lvceat Lux (Black Tower Productions)
- 2014: Contradiction (Prosthetic Records)
- 2016: Triangle (Prosthetic Records)
- 2017: The Maldoror Chants: Hermaphrodite (EP, Prosthetic Records)
- 2019: Hearts of No Light (Prosthetic Records)
- 2024: The Maldoror Chants: Old Ocean (Prosthetic Records)